# Schlacht von Maipú
Rancagua – Chacabuco – Cancha Rayada – Maipú
Die Schlacht von Maipú am 5. April 1818 war die Entscheidungsschlacht im Chilenischen Unabhängigkeitskrieg. Ein Heer aus argentinisch-chilenischen Patrioten unter José de San Martín und Bernardo O’Higgins fügte den spanischen Royalisten unter Mariano Osorio eine vernichtende Niederlage zu.

## Vorgeschichte
1817 überquerte José de San Martín mit Bernardo O’Higgins und seiner Armee die Anden und schlug die Spanier in der Schlacht von Chacabuco und der Schlacht von Chalchuapa. Danach eroberten sie Santiago. Der spanische Vizekönig sandte eine neue Armee unter General Mariano Osorio, welche die Chilenen in der Schlacht von Cancha Rayada besiegte. Der Unabhängigkeitsprozess verzögerte sich so. Die Unabhängigkeitskämpfer stellten danach eine neue Armee auf und begannen eine neue Offensive.

## Die Schlacht
Anfang April 1818 überquerte die spanische Armee unter General Osorio von Süden her kommend den Río Maipo um nach Santiago vorzustoßen. Während O’Higgins die Stadt befestigen ließ, stellte sich General San Martín mit seiner argentinisch-chilenischen Truppe den Spaniern entgegen.
Etwa zehn Kilometer südwestlich vor Santiago, in dem hügeligen Gebiet der heutigen Kommune Maipú, ließ er am 5. April Aufstellung nehmen. Um 11:30 Uhr eröffnete die Artillerie der Patrioten das Feuer auf die Royalisten. Nach drei Stunden heftigen Kämpfen wurde der linke Flügel der Spanier aufgerieben und San Martín gelang der Durchbruch. Die Spanier mussten sich teilweise schon recht ungeordnet zurückziehen. O’Higgins kam unterdessen mit seiner Miliz aus Santiago. Durch sein Eingreifen festigte er den Erfolg San Martíns und sie schlugen die spanische Armee endgültig in die Flucht. Gegen 17 Uhr war die Schlacht beendet.
Aus Freude über den errungenen Sieg umarmten sich San Martín und O’Higgins. In der chilenischen Geschichtsschreibung repräsentiert diese Umarmung von Maipú (spanisch: „Abrazo de Maipú“) das Erreichen der nationalen Unabhängigkeit.

## Ergebnis der Schlacht
Beide Seiten erlitten hohe Verluste. Von den 5.583 Soldaten, die San Martín in den Kampf führte, starben 800 und 1.000 wurden verwundet. Für die 4.570 spanischen Soldaten war die Niederlage vernichtend. 1.500 von ihnen starben und 2.289 wurden gefangen genommen. Die spanische Armee zog sich weitgehend aus Chile zurück. Nur in der Hafenstadt Valdivia und auf der Insel Chiloé konnten sie sich noch einige Zeit halten.
Der Sieg der Patrioten über die Royalisten markierte das Ende der spanischen Kolonialherrschaft in Chile. Selbstbewusst wurde am 3. Juni 1818 durch O’Higgins per Dekret verfügt, dass in allen weltlichen und kirchlichen Verwaltungsakten das Wort „Spanier“ durch „Chilene“ ersetzt werden müsse und dass ohne Unterschied auch die indigene Bevölkerung als Chilenen zu benennen sei.

## Bilder

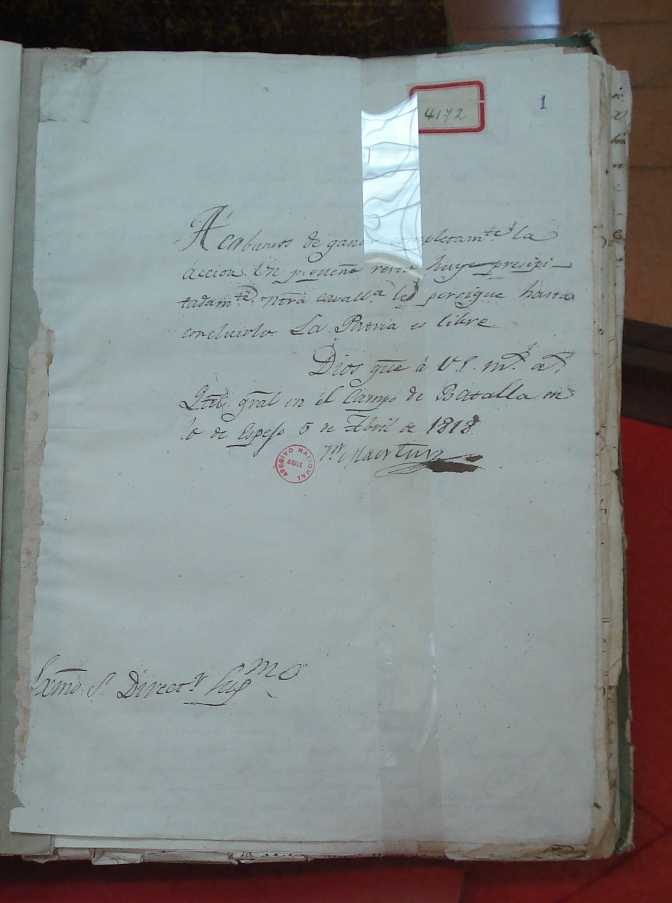
Nachricht von San Martín an O’Higgins über den sich abzeichnenden Sieg während der Schlacht von Maipú
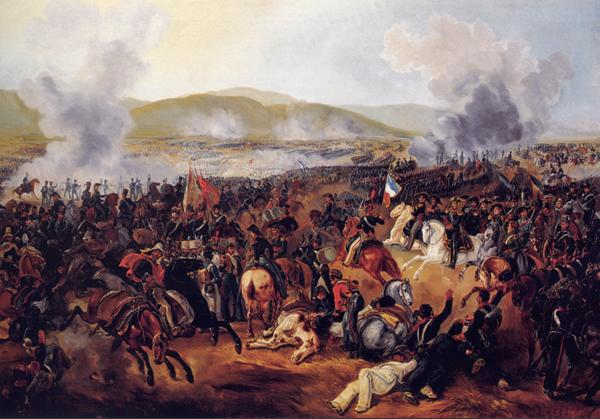
Batalla de Maipú (Schlacht von Maipú), Historiengemälde 1837, Johann Moritz Rugendas
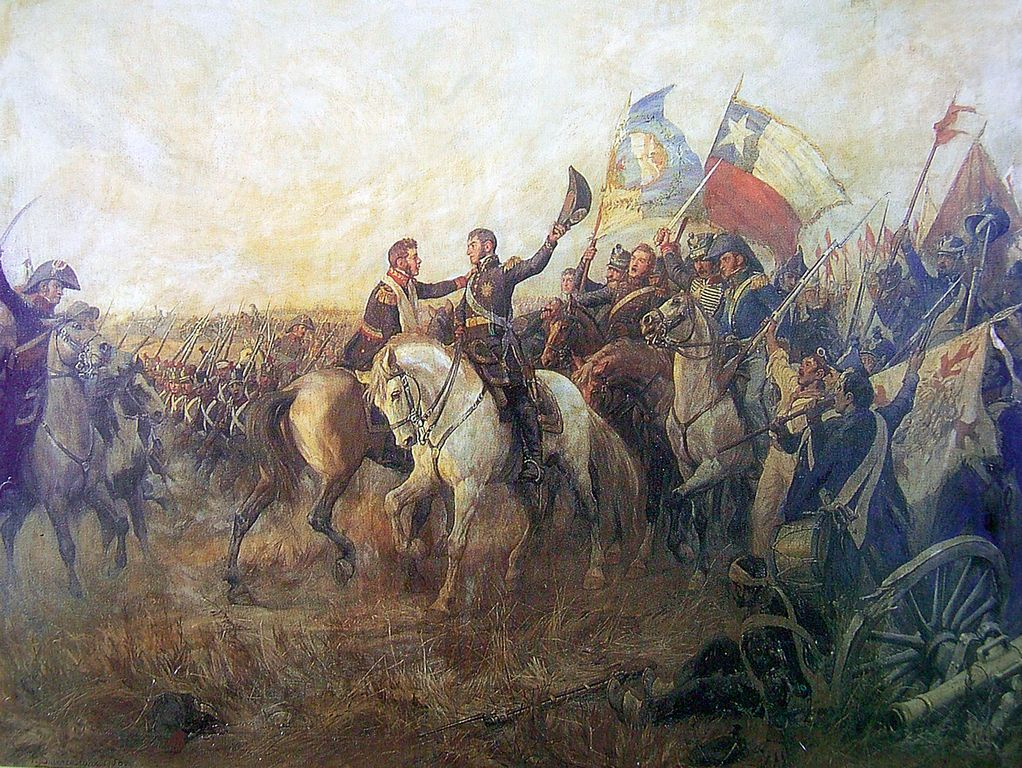
Abrazo de Maipú (Umarmung von Maipú), Historiengemälde 1908, Pedro Subercaseaux